# Joan Baixas
Joan Francesc Baixas Arias (Barcelona, 4 de noviembre de 1946) es un pintor, director de escena y titiritero español reconocido en todo el mundo gracias especialmente a su compañía La Claca, que cofundó el agosto de 1968, y a la realización de espectáculos y performances de intenso contenido visual, basados en la pintura en directo, la animación de objetos y la proyección de imágenes, que explican pequeñas historias contemporáneas.

## Biografía profesional
Joan Baixas es descendiente directo de pintores y viajeros, un abuelo pintor y otro indiano. Su padre, Josep Maria Baixas, era el director de la Academia Baixas de dibujo y pintura, una de las más prestigiosas de Barcelona; su madre organizaba un pequeño negocio familiar de artesanía para facilitar que sus hijos decidieran su futuro.
El interés de Joan Baixas por las artes escénicas proviene también de niñez, a partir de su internamiento en Santa Maria del Collell con doce años, donde ejercía de alumno lector en las comidas. A través de la lectura a viva voz descubrió el poder de la palabra. Durante dos años, fue lector a las horas de comer y cenar, a las misas y las celebraciones. Leía y escribía poesía.
El 1963, autoliberado de estudios y academicismos, frecuentaba talleres artesanos, aprendiendo las bases de varios oficios manuales (carpintería, hierro, pintura, moldes, cuerdas). El 1965 fundó la compañía El vaixell blanc (El barco blanco), donde dirigía e interpretaba espectáculos de poesía (Bertolt Brecht, Federico García Lorca, Poesía China, Joan Salvat Papasseit, James Baldwin, Josep Carner) a espacios como el CIC, la Escuela de Maestros Rosa Sensato y otras reuniones particulares. Es a través de esta actividad que conoce a Joan Brossa, quién lo introduce a una tertulia artística celebrada en los años sesenta en casa de Antoni Tàpies. Entre los invitados: Joan Brossa, Francesc Vicens, Maria Lluïsa Borràs, Pere Gimferrer, Joan Pere Viladecans, Carlos Santos y Ll. M. Riera. En este momento, Joan Baixas también frecuentaba otro círculo - de carácter más literario y político - que se reunía en casa de la escritora Maria Aurèlia Capmany, dentro del cual encontramos personalidades como Vidal Alcover, Xavier Romeu, Terenci Moix, Feliu Formosa o Josep Montanyès. Se inicia con todo esto en el conocimiento del arte contemporáneo, la poesía y el cine.

### Putxinel·lis Claca
El año 1966 creó el Equipo de Expresión Claca, con una docena de artistas jóvenes, desde el cual llevaban a cabo numerosas actividades artísticas en barrios, universidades y centros escolares, sociales y deportivos. Su trabajo creció en el entorno hostil de la dictadura franquista y se suma al movimiento de resistencia cultural y democrática. A partir de su encuentro con la artista Teresa Calafell en 1967, ambos se dedicaron de manera profesional al títere. Teresa Calafell procedía de una familia anarquista y desde su nacimiento se comunicaba con sus padres, los dos sordomudos, con el lenguaje de las manos. Estudió arte en la Escuela Massana, participaba en el grupo de mimos Rodamón (Trotamundos) y bailaba. Teresa se unió al Equipo de Expresión Claca. Juntos desarrollaron el teatro de títeres como un espacio de creación donde conjugar sus diferentes intereses artísticos: las artes plásticas, la poesía y el mimo. El octubre de 1967 - profesionalmente el agosto de 1968 - fundaron conjuntamente los Putxinel·lis Claca, que Joan Baixas dirigió hasta 1989, cuando se disolvió temporalmente el grupo.
Fascinado por la antropología, Joan Baixas descubrió en este momento las máscaras, los títeres y otras formas tradicionales del teatro de la imagen y viajó para conocer algunas de las tradiciones de máscaras y títeres todavía vivos (Sicilia, Indonesia, el Brasil) y los maestros contemporáneos (Yves Joly, Peter Schumann, Jerzy Grotowski, Michael Meschke).
La Claca se convirtió en el grupo más emblemático del llamado Movimiento de Titiriteros Independientes de los años setenta. Primeramente conocido como Putxinel·lis Claca, empezó a partir de breves representaciones de cuentos, fábulas y canciones populares, principalmente dirigidas al público infantil, y evolucionó poco a poco hacia nuevas técnicas y públicos. El año 1971 estrenó su primera obra para adultos, Calaix de sastre (Cajón de sastre), de Joan Baixas, con gran éxito. 
Las principales obras del primer periodo de La Claca son:
- A tot arreu se'n fan de bolets, quan plou (En todas partes se hacen setas, cuando llueve, 1968). Versión libre de "El círculo de tiza" (Bertolt Brecht) de Xavier Romeu, con música de J. M. Martí. Espectáculo para adultos con títeres de guante y actores. Premio de teatro de Cantonigròs.
- Les Aventures de Pinotxo (Las Aventuras de Pinocho, 1968). Versión libre de la obra de Carlo Collodi.
- N'Espardenyeta (1969). Fábula mallorquina de Jordi d'es Racó, dramaturgia de Jaume Vidal Alcover. Espectáculo para niños con títeres de guante. Estrenado el 1969 en el Teatro Romea.
- No diguis molt bé del ruc fins que el tinguis conegut (No digas muy bien del burro hasta que lo tengas conocido, 1970). Ópera bufa de improvisación multitudinaria. Texto y montaje con F. Bofill.
- El conte de les aigües (El cuento de las aguas, 1970). Obra de Joan Baixas sin texto, inspirada en una leyenda de los nativos americanos Pueblo. Espectáculo para niños con una técnica especial de títeres-objeto.
- Breu record de Tirant lo Blanc (Breve recuerdo de Tirant lo Blanc, 1971). Adaptación de Maria Aurèlia Capmany con música de Clausells-Casals. Espectáculo para niños con títeres de varilla.
- Calaix de sastre (Cajón de sastre, 1971). Obra de Joan Baixas. Espectáculo para adultos con una técnica especial de títeres-objeto formado por los números: No me gustan los muñecos, Las Botas, La Navaja, La Pelota, El Payaso, Pintura, Strip-tease, Caja de Sorpresas, etc.
- Els tres plets de Pasqua Granada (Los tres pleitos de Pascua Granada, 1972). Adaptación de la obra de Enric Valor.
- El Porc, l'Ovella i el Corb (El Cerdo, la Oveja y el Cuervo, 1972). Diversos textos de Francesc Eixeminis.
- Jo sóc la serp del riu, jo sóc el tigre de la selva (Yo soy la serpiente del río, yo soy el tigre de la selva, 1972). Adaptación de una ópera china.
- Xupinel·lilaca (1972).Colaboración con Dani Freixas.
- En Martinet i la Pepeta (1972). Textos de Punch and Judy de Polichinelle y Karaguez traducidos por Xavier Romeu.
- Malaltia misteriosa (Dolencia misteriosa, 1973). Textos de Punch and Judy de Polichinelle y Karaguez traducidos por Xavier Romeu.
- L'or (El oro, 1973). Adaptación de la novela de Blaise Cendrars.
- La flor romanial (1974). Adaptación de la versión de Antoni Maria Alcover de la leyenda popular por parte de Joan Baixas. Espectáculo para niños con títeres de guante.
- El dragón del Castillo de los Moros (1974). Texto de Joan Baixas. Espectáculo para niños con títeres-objeto.
- En Pere sense por (1974). Texto de Aureli Capmany. Representado también con el nombre de Juan sin miedo (en castellano) o Peter without fear (en inglés). Espectáculo popular para niños y adultos, se representa al aire libre con gigantes y capgrossos (máscaras gigantes de tradición catalana). Estreno del espectáculo al Petit Estadi del Fútbol Club Barcelona, con motivo del septuagésimo quinto cumpleaños del Barça.

### Teatro de la Claca
El año 1975, Putxinel·lis Claca se convirtió en un colectivo de doce personas con el nombre de Teatre de la Claca. Durante este periodo de actividad, más maduro y de gran proyección internacional, la compañía llevó a cabo varias colaboraciones con artistas de renombre como «Mori el Merma», con el pintor Joan Miró, «Peixos abismals» con Antonio Saura, Antoni Tàpies y Eduardo Chillida, «Laberinto» con Roberto Matta y otros proyectos con artistas como Viladecans o Mariscal.

#### Mori el Merma
El año 1976, Joan Baixas se puso en contacto con el artista surrealista Joan Miró, en aquel momento un pintor de renombre de más de ochenta años, para colaborar en un par de muñecos de la compañía,. Miró respondió que quería llevar a cabo un espectáculo completo.  
"Después de la experiencia con los ballets rusos a principios de su carrera, Miró había recibido numerosas ofertas de colaboración teatral, pero siempre las había rechazado. Si se decidió por nosotros fue porque éramos catalanes, porque éramos jóvenes y porque practicábamos, entre otras técnicas, la de los gigantes y capgrossos (máscaras gigantes), tan importante en el arte popular catalán. Y es precisamente esta técnica la que elegimos para trabajar juntos"
Joan Baixas propuso entonces a Joan Miró compartir un espectáculo de títeres celebrando el fin de la dictadura. Inspirándose en los numerosos dibujos que el pintor había hecho a lo largo de su vida sobre el personaje de Ubu, de Alfred Jarry, la Claca diseñó y fabrió cinco grandes personajes llevados por los actores desde su interior y numerosas máscaras, telones y objetos escénicos. Joan Miró los pintó al estudio de la compañía. Las figuras se llevaron a cabo con celastic, un material poco conocido en Europa que Jim Henson había regalado un tiempo antes a Joan Baixas, tal como demuestra una carta de agradecimiento del año 1979 conservada en el Museo de las Artes Escénicas. 
"[A Miró] Le encantaba este personaje lleno de energía, ridículo y extravagante, que representaba para él muchos de los excesos que observaba en su entorno. [...] En realidad este Ubú que compartíamos con Joan Miró no era otro que Franco, muerto un año antes del comienzo de nuestra colaboración. Habíamos proyectado la pieza como nuestra ceremonia de los funerales del franquismo."
Mori el Merma! (¡Muera el Merma!) se presentó en el Teatro Principal de Palma de Mallorca el 7 de marzo de 1978 y se estrenó poco después en el Gran Teatro del Liceo de Barcelona. Después, la función viajó por todo el mundo durante tres años: Centre Pompidou (París), Riverside Studios (Londres), Sydney Opera House, Lincoln Center (Nueva York), Hong Kong Artes Festival, Teatro di Porta Romana (Milà) y muchos otros lugares. Entre 1979 y 1980, el espectáculo hizo gira también por ciudades como Barcelona, Berga, Villafranca, San Celoni, Tarragona, Masnou, Teyá, Cardedeu, Gerona, Igualada, Vich, Valls, Sitges, Manresa, Lérida, Tarrasa, Figueras, Mataró, Valencia, Alicante, Madrid, Granada, Sevilla, Murcia, Santiago de Compostela, Vigo, Bilbao y Zaragoza. 
Más allá del propio espectáculo, los personajes de La Claca y Joan Miró participaron en improvisaciones, actos institucionales, programas de televisión y fiestas de calle: Paseo por la Barceloneta, Los olivos de Deyá, Inauguración del RER de París y del Arco de Triunfo de La Defense, Matx de Mermes en el Parque Joan Miró de Barcelona, Los hijos del Merma de Mont-roig del Camp, El nuevo tren de Sóller y Abordaje a La Calobra en Mallorca.
Después de un tiempo parados, los muñecos del Merma reaparecieron nuevamente en Nueva York con el título Merma rides again! en 1988, un espectáculo con el cual volvieron a viajar un tiempo. La siguiente acción fue ya en 2006, en la Tate Modern de Londres, cuando empieza el Merma never dies! o Merma no mor mai!, una reproducción motivada por el cinismo de los ubús que mintieron al mundo para decretar la guerra de Irak. El espectáculo actuó en Dublín, Siracusa, Nápoles, Madrid, Bilbao, Valladolid, Zamora, Segovia, Sant Celoni. 
El Merma murió, finalmente, con Al foc el Merma! Un espectáculo-ritual celebrado en 2008 en Palma de Mallorca cuando el personaje y la corte fueron incinerados en una falla en el centro de la ciudad, excepto la Viuda, que al día siguiente depositó las cenizas de su marido, acompañada del mayordomo, en una urna en el taller del pintor Joan Miró, donde restarán por siempre jamás. El año 2015, la viuda del Merma, convertida en La Viuda Negra, reapareció en la inauguración de la exposición Joan Miró y Joan Baixas/El Merma en Alicante. Se presentó en un coche antiguo descapotable, acompañada de capgrossos y orquesta. Y, de nuevo, en la exposición Figuras del desdoblamiento, a Artes/Santa Mònica, Barcelona y TOPIC de Tolosa. Su última aparición fue en la exposición El enemigo vive en el sofá. Joan Baixas en el 50 cumpleaños del Teatro de La Claca al CaixaFòrum de Barcelona en 2018-19.
Joan Miró y Joan Baixas coincidían en que las máscaras y los muñecos son seres que hay que ver necesariamente en movimiento, no como esculturas inmóviles o cadáveres. Los personajes que, por necesidades escénicas, fueron fabricados con materiales ligeros y frágiles, fueron remodelados y refabricados por la compañía en varias ocasiones a lo largo de los años, y sus restos materiales están depositadas en varias instituciones: Fundación Joan Miró de Barcelona, Museo de Arte contemporáneo de Alicante, Es Baluard de Palma de Mallorca, TOPIC de Tolosa.

#### Peixos Abismals
"Después de celebrar el fin del franquismo, quise celebrar las culturas de España que conozco y que estimo. Eran los inicios del autonomismo y empezaba una nueva época de democracia, de respeto y de amistad."
Peixos abismals (Peces abismales) - también conocida como Peixos abissals - es la siguiente colaboración de la compañía con artistas plásticos, una trilogía de espectáculos basada en tres fábulas: L'espasa blava (La espada azuli), basada en un cuento del escritor chino Lou Sin y en cooperación con Antonio Saura, estrenada en el Centro Dramático de la Generalitat; En Joan de l'Ós (En Joan del Oso), una fábula con máscaras, marionetas y decorados en colaboración con Antoni Tàpies, estrenada en el Riverside Studio de Londres; y Mari Lamiña, una producción preparada con Eduardo Chillida que nunca se llegó a estrenar por cuestiones de salud.

#### Antología
Joan Baixas compuso esta compilación de la historia de La Claca en los 13 años de la compañía, una celebración de su trayectoria que los llevó nuevamente a dar la vuelta al mundo. El espectáculo contaba con fragmentos por ejemplo de Mori el Merma, La flor romanial o En Joan de l'Ós (Peces abismales 1). Se estrenó en el Riverside Sudio de Londres en 1981 y viajó después a Dublín, Estados Unidos (Spoleto Festival de Charleston y The Baltimore International Theater Festival), Madrid, Barcelona, Zaragoza, el Festival Mondial de Charleville-Mézièrs en Francia, Dinamarca, Noruega, Suècia, Ginebra, The Vaasa Summer Festival de Finlandia, el Hong Kong Arts Festival, el New Aspect International Arts Festival de Taiwán, la Mostra de Teatro Espanhol de Lisboa, etc.

#### Amanita Circus
El año 1984 Joan Baixas y el arquitecto Marià Pedrol diseñaron y construyeron la carpa, después bautizada como Amanita Circus. Con los hierros de camiones, cabinas y estructuras, Venanci Fàbregues construyó un teatro móvil en el cual se concentró el trabajo de la compañía durante cuatro años: escenario, vivienda, bar, taller, cabina técnica.  La carpa ambulante se configuraba también como un espacio de aprendizaje - donde llevar a cabo workshops, talleres o cursos -, de reunión artística-cultural, con un bar y un punto de encuentro, y a la vez como un espacio de representación para otras compañías y artistas. 
La carpa se inauguró en 1984 primero a Can Patolla y, después, en el 4º Festival Internacional de Teatro de Madrid. Durante años viajó por España y el resto del mundo. Hizo estancia en poblaciones muy diversas de Cataluña, en Madrid, Granada o País Vasco, en la Fundação Gulbenkian en Lisboa y el Centro Georges Pompidou de París entre otros. El año 1986 - durante las Fiestas de la Merced, cuando se paró al Moll de la Fusta de Barcelona - se la bautizó como Amanita Circus. 
Se programaban semanas enteras de actividades adaptadas a las poblaciones donde se instalaba: espectáculos, bailes, conciertos, talleres, conferencias, proyecciones, exposiciones, cabaret, concursos y acontecimientos gastronómicos. Entre los artistas que presentaron su trabajo a Amanita Circus están Agustí Fernández, José de Udaeta, Paca Rodrigo, Al Victor, Steven Kent, Marga Guergué, Pep Salsetes, Circo Perillós, Marduix Titelles, Abracadabra Puppet Theater, Paco del Montseny, Salvador Villano y la colaboración de numerosos artesanos, hortelanos, gente de bosque y cocineros.

#### Laberint
"[Matta] Quería hacer un espectáculo, pero no un espectáculo con monstruos o personajes. Quería crear un espectáculo de impulsos, basado en las fuerzas de la naturaleza y del nacimiento, que se manifestaran directamente, sin pasar por una forma que nos recuerdas a los personajes. Un espectáculo basado en la simultaneidad de nuestra percepción y en la posibilidad de reconocer, no con la intervención de la razón, sino únicamente con la sensibilidad, aquello que nos rodea y aquello que nos traspasa."
En la carpa nació el espectáculo El quid de don Qui?, con Roberto Sebastián Matta y música de Ramuntxo Matta. El artista chileno propuso una colaboración a La Claca después de quedar impresionado por Mori el Merma, obra que vio representada en el Riverside Studio de Londres en 1978. El proceso de creación culminó en 1985, después de años de intercambio de ideas, con unas sesiones de trabajo entre compañía y artista, a puerta cerrada, en la carpa, situada en aquel momento en la plaza Beaubourg de París, ante el Centro George Pompidou, donde en aquel momento se llevaba a cabo una exposición de Matta. La exposición estaba dedicada a la figura de Don Qui y el artista quiso añadirlo en el laberinto, puesto que consideraba que Don Quijote era un personaje perdido en el laberinto de la realidad. 
En la obra se encuentran el mito del laberinto, Don Quijote de la Mancha y referencias a Moby Dick. El espectáculo se realizaba en buena medida dentro de un laberinto de telas que ocupaba todo el espacio, el público en movimiento y los actores en el espacio aéreo del centro.
"El laberinto fue el espectáculo más completo y el más doloroso que yo [Joan Baixas] he creado nunca, pero también fue el que despertó en mí más cantidad de impulsos creativos. Por eso, todavía hoy, sigo expresando toda mi gratitud a Matta."
El espectáculo fue presentado en varias ocasiones entre 1985 y 1987, por ejemplo en la quinta Feria del Teatro en la Calle de Tàrrega, el 1985, o durante las Fiestas de la Merced de 1986.

#### Otros
Las principales obras del segundo periodo de La Claca son:
- Nyaps, davant d'un mirall (Chapuzas, ante un espejo, 1975). Obra de Joan Baixas sin texto, con los números: Teiatru, Manipulaciones encima de una tabla, Sopladas al fuego (homenaje a Antoni Tàpies), Pájaro de paso (homenaje a Saul Steinberg), etc. Espectáculo para adultos con marionetas de hilo. Fue interpretada en el Palau de la Música de Barcelona,el día 20 de noviembre de 1975, día de la muerte del dictador. El espectáculo era un homenaje a los últimos ejecutados por el régimen franquista.
- Quadres d'una exposició (Cuadros de una exposición, 1976). Obra de Joan Baixas sobre música de Modest Músorgski. Espectáculo-concierto para Juventudes Musicales con sombras chinas.
- Les aventures d'Hèrcules a l'Atlàntida (Las aventuras de Hércules en la Atlàntida, 1983). Texto de Joan Baixas partiendo de poemas de Jacinto Verdaguer. Espectáculo con máscaras y títeres de guante.
- El bosc de rondalles (El bosque de fábulas, 1984). Inspirada en diferentes leyendas; programa de encuentro entre la compañía y otros artistas.
- El món a l'inrevés (El mundo al revés, 1985). Obra sin texto con la colaboración de Cesc Gelabert, J. A. Amargós y Jaume Sorribas.
- Un març d'ous (Un marzo de huevos, 1986). Acción: la compañía organiza un mes de actividades y vida artística en Sant Esteve de Palautordera a través de la carpa.
- Clacabaret: Frivolites Arrevistades (1986). Estrenada en Canet de Mar.

"El 1989 la compañía, cansada y endeudada, se tiene que disolver temporalmente."

### Obra personal
Antes de la disolución de la compañía, en 1987, Joan Baixas dirigió Escena del teniente coronel de la Guardia Civil, con música de Paca Rodrigo, dentro del espectáculo 5 Lorcas 5 del Centro Dramático Nacional - Teatro María Guerrero de Madrid, donde participaron también Lluís Pasqual, Gerardo Vera, José Luis Alonso y Lindsay Kemp. A partir de la clausura temporal el 1989 de La Claca, Joan Baixas se dedicó a su obra personal pictórica, expuso en Palo Alto de Barcelona, The Gallery de Londres y Atopia de Nueva York, literaria y teatral.
En una estancia de cuatro meses en el desierto de Australia con Paca Rodrigo, Joan Baixas organizó y dirigió un espectáculo con las comunidades aborígenes Adnyamathanha y Arabana en Marree, South Australia, para la celebración del Naidoc Week. De esta aventura nació Arbre tremolant (Árbol tembloroso, 1992), una pieza con la colaboración en composición e interpretación de voz y percusión de Paca Rodrigo.
En 1985 su amigo Tortell Poltrona lo invitó a acompañar los Payasos sin Fronteras en Sarajevo, donde plantó su pantalla de pintar en las ruinas de la Biblioteca y compartió una velada de poesía y pintura con algunos artistas de la ciudad. Más adelante, en Pushkin, durante la primavera rusa, improvisó con los barros de las decrèpites mansiones zaristas al Festival Kikart.
Terra prenyada (Tierra preñada, obra de Joan Baixas con música de Paca Rodrigo, estrenada el 1996 en el Festival Grec de Barcelona, viajó por el circuito internacional durante veinte años (Guggenheim de Nueva York, Centre Pompidou de París, etc.). A pesar de que evolucionó con el paso de los años, el espectáculo se basaba en la pintura en directo, en forma de sombras pintadas con tierra, la proyección de imágenes, la poesía (Adonis, Sánchez Ferlosio, Li Po, Pessoa), la animación de objetos y la narración de pequeñas historias.
Entre 1997 y 2015 desarrolló también la performance Mapamundi. En la Fiesta de la Tierra de Barcelona de 1997 iniciaba un ciclo de acciones colectivas alrededor de la pintura que se extendió a lo largo de varios años: Kadavrexqüi-sit, en el Museo de Olot, en colaboración con el Teatro Principal; Mapamun.2 en el CCCB en colaboración con el MACBA; y Maps-of-the-world en Delhi, La Habana, Kilkenny, Tallin, Charleville-Mézières, Milà.
El 1998 dirigió El paseo de Buster Keaton de Federico García Lorca, con música de Jordi Sabatés, en el Festival Grec de Barcelona y en el Teatro de la Abadía de Madrid; el 1999 creó La música pintada, un espectáculo de pintura y música en directo (Debussy y Ravel) para la Fundación La Caixa, y lo llevó por todo España, Francia. Turquía e Inglaterra. 
En el cambio de siglo compuso un homenaje al pintor y amigo Antonio Saura, muerto en 1998: Adiós siglo xx, Antonio, con músicas y textos de diferentes autores (Pessoa, Goytisolo, Paul Celan). El espectáculo inauguró en 2000 en el Teatre Lliure de Barcelona y viajó por Tolosa, Oporto, Lleida y Huesca. Con guion de Jorge Wagensberg, en 2000 dirigió también El teatro de las formas, que durante varias temporadas se representó al Cosmocaixa de Barcelona, Madrid y Valencia.
Durante todos estos años formó parte además de la creación y/o dirección de espectáculos de otros artistas o compañías, una práctica que ya había iniciado cuando era director de La Claca (por ejemplo, improvisaciones con Albert Vidal, La Odisea con Els Joglars para TVE o la renovación de la compañía Circus Oz de Melbourne). Algunos ejemplos son la obra Ububabel con la compañía del País Vasco Taun Taun Teatroa, la dirección artística de cuatro vídeos del disco No solo de rumba vive el hombre de Albert Pla, el espectáculo Le champignon para el Théâtre de l'Arc en Terre de Marsella, la coreografía de Mister Bah! con Cesc Gelabert, la vídeo-coreografía Caricias de Àngels Margarit o la dirección escénica del espectáculo automatizado de robots y vídeos Colores, de Javier Mariscal (Italia).
Además, realizó algunas experiencias en televisión, publicidad y moda (colaboró en varios desfiles de Toni Miró) y actuó por ejemplo en las películas de Frederic Amat Viaje a la Luna de Federico García Lorca y Memorias de tortuga de Juan Goytisolo, en la performance Homenaje del FAD a Joan Miró y J. V. Foix, en El dia dels morts. Un oratori per a Josep Pla, de Narcís Comadira, dirigido por Xavier Albertí y otras representaciones en el Mercado de las Flores o en la Fundación Joan Miró.
El año 2009 estrenó Zoé, innocència criminal en la Fira de Titelles de Lleida. El espectáculo inició su camino internacional con actuaciones en Sant Celoni, Valladolid, Granada, Bad Ragaz (Suiza), Feria de Teatro de Tàrrega, Festival Mondial des Théâtres de Marionnettes de Charleville-Mézières (Francia) y en la inauguración del TOPIC de Tolosa. Se trata de un folletín deconstruido en siete actas, donde se muestra como una chica nacida en la selva llegó a ser la reina de las madrugadas por las calles de Sâo Paulo, hasta convertirse en una terrible asesina cerrada a un hospital psiquiátrico, redimida por los títeres.
En 2014 firmó con éxito el macro-espectáculo Fantòtems para el Fórum de las Culturas del Mundo de Barcelona y preestreno la conferencia-espectáculo Oh, la la! la marionette! en Matanzas (Cuba), estrenada definitivamente el 2016 en Figuras del Desdoblamiento, exposición que Toni Rumbau presentó en Arts Santa Mònica (Barcelona), donde Joan Baixas presentó también la instalación Maniombra-marisombra. El 2016 Joan Baixas configuró el espectáculo Daurrodó con Cildo Meireles, TNC y Festival Griego, formado por cinco piezas de formatos completamente diferentes: una instalación, una escultura colectiva, un desfile, la narración de un texto de Guimarãse Rosa y un juego para el público. Música de Orson Meireles. El 2017 se presentó en el Festival Mondial de Charleville-Mézières (Francia); también el 2017, creó y dirigió la obra Diablo, sobre Oda marítima de Fernando Pessoa al Teatr Animacji de Poznan (Polonia).
El año 2018 presenta Zraniony Jelen –Ciervo vulnerado–, sobre textos de Poeta en Nueva York de Federico García Lorca al Teatr Lalek Aktori de Opole (Polonia); y Baboia!, un espectáculo para todos los públicos que celebra los 50 años de La Claca con títeres, sombras, animaciones y música en directo, en el cual interpretan Marina y Josep Baixas.

### Más allá de los escenarios
El artista ha diseñado, organizado e incluso dirigido grandes acontecimientos como la Marcha por la cultura y la creación de la SGAE (Madrid, 1999), el Viaje por los sentidos para la inauguración del Mardaval Spa & Resort Hotel (Mallorca, 2002) o Colores de otoño, una instalación de juegos, espectáculos y talleres en Zaragoza por las Fiestas del Pilar de 2013 a 2015.
Además, en diferentes etapas de su vida, Joan Baixas ha sido profesor, investigador y gestor en el Instituto del Teatro. Bajo la dirección de Hermann Bonnin, fundó el 1971 el Departamento de Títeres y Marionetas y el Festival Internacional de Teatro Visual y de Títeres de Barcelona, que hoy en día tiene continuidad a través de IF Barcelona, y del cual fue el director artístico en varias ediciones, entre las cuales el 25 aniversario del festival en 1998. En los dos años que fue jefe de departamento promovió activamente la recuperación y exhibición del legado artístico de titiriteros de las generaciones anteriores, el trabajo de los cuales se vio muy afectado por la Guerra Civil y la larga posguerra (Juli Pi, Harry Vernon Tozer, Didó, Anglès, Vergés, Baby). De 1989 a 2012 fue profesor del Instituto, donde presentó varios espectáculos con los alumnos: Ubu encadenado de Alfred Jarry, Guilgamesh de José Sanchis Sinisterra, Fedra de Eurípides y Efecto Browning, de creación colectiva. Durante el curso 2001-02 fue director de la Escuela Superior de Arte Dramático.
Joan Baixas ha ejercido la docencia también en otros centros bien de manera puntual, con workshops y masterclasses de Valencia a Brasil, o también de manera asidua. Impartió cursos de dramaturgia de la imagen en varias escuelas europeas; durante siete años dirigió un taller de dramaturgia del teatro visual con los alumnos de la especialidad de teatro europeo del Rose Bruford College de Londres, con los cuales hizo, entre otros, The willyclub puppets de Federico García Lorca, The song of the lousitanian bogymen, de Peter Weiss y Gertrude Stein; y colaboró en el Máster de Arquitectura Efímera de la Escuela de Arquitectura de la UPC. Además, a lo largo de su vida profesional ha colaborado también en exposiciones, conferencias y medios de comunicación.

## Biografía personal
A finales de los años 60 se casó con Teresa Calafell (titiritero, actriz, figurinista, escenógrafa, dramaturga y directora escénica, cofundadora de Putxinel·lis Grazna), con quien tubo dos hijos, Miquel y Nicolau, que crecieron con la compañía La Claca. Ambos han colaborado en varias ocasiones en obras de sus padres. 
El 1992 se casa con Paca Rodrigo (músico, especialista en voz y canto y colaboradora habitual en sus espectáculos) con quienes tiene dos hijos: Marina y Josep, que colaboran a menudo en la obra artística de su padre. 

## Premios y reconocimiento
Joan Baixas ha recibido premios en la Muestra de Títeres de la Vall d'Albaida (Tierra Preñada, 2001), en la Fira de Titelles de Lleida (La música pintada, 2002) y en los festivales de Banialuka (Polonia) y Arrivano dal mare (Italia). El año 2017 recibió el premio de Honor Sebastià Gasch del FAD en Barcelona.
Además, su figura profesional ha sido investigada en varios trabajos académicos por ejemplo de la Université de Paris I, Università degli studi di Bologna o la Universidad de Castilla-La Mancha.

## Filmografía/Televisión
- Caps, mans i mànigues, 1974. La Claca, realización de Borràs-Colomer-Fina.
- Miró-Claca, 1977, Català Roca. Documental sobre la fabricación y pintura de los personajes del Merma en el taller de La Claca.
- El Teatro de La Claca, 1975, José Luis Viloria, NO-DO.
- La Odisea, 1976. Mercè Vilaret per a TVE.
- Mori el Merma!, 1979. Charles Chabot. BBC-Lively Arts. Producido por RM Productions.
- La flor romanial. Realización de Francesc Bellmunt y producción Germinal Fims-Alpha Video.
- Peixos abismals. Producción del Centre Dramàtic de la Generalitat de Catalunya.

## Literatura/Discografía
- Jocs d'expressió. Hogar del libro, Col·lecció Esplai, n.º 13.
- Vetllades. Hogar del libro, Col·lecció Gris-Groc, n.º 2. Ilustraciones de Teresa Calafell.
- Les rondalles de Putxinel·lis Claca. Hogar del Libro, Barcelona.
- Les cançons de Putxinel·lis Claca. Discos als 4 vents, Barcelona.
- De fer i desfer senders de putxinel·li. Llibres del Mall, Barcelona.
- Laberint La Claca. García Ferrer-M. Rom. Associació d’Enginyers Industrials de Catalunya.
- Escenes de l’imaginari, catálogo del 25 aniversario del Festival de Titelles de Barcelona.
- Miró i el teatre, catálogo de la exposición de la Fundació Miró de Barcelona.
- La Nave de los Locos, catálogo de la exposición en TOPIC, Tolosa.

## Fondo
Joan Baixas ha cedido personalmente la documentación relacionada con su carrera artística al Museo de las Artes Escénicas del Instituto del Teatro de Barcelona, que se ha encargado de su catalogación. El fondo abarca desde el año 1966 hasta el año 2013 aproximadamente. Consta de más de 50 cajas de archivo con textos, obras de teatro y títeres con anotaciones, carteles, fotografías, correspondencia, contratos, prensa, programas de mano y mucho más. 